# Geometria algebraiczna
Geometria algebraiczna – dział matematyki z pogranicza algebry i geometrii, badający obiekty geometryczne metodami algebraicznymi lub struktury algebraiczne metodami geometrii, teorii funkcji analitycznych, teorii kategorii i innych podobnych.
Rozwój geometrii analitycznej spowodował wyodrębnienie z niej geometrii algebraicznej w II połowie XIX wieku. Jedną z teorii czerpiących z geometrii algebraicznej jest teoria pierścieni przemiennych. Znajduje również zastosowania w fizyce.
Geometria algebraiczna zajmuje centralne miejsce we współczesnej matematyce; jest spoiwem łączącym tak odległe od siebie dziedziny, jak analizę zespoloną, topologię i teorię liczb. Stosując metody geometrii algebraicznej, Andrew Wiles udowodnił wielkie twierdzenie Fermata, natomiast Pierre Deligne udowodnił hipotezę Weila (powiązaną z hipotezą Riemanna).